# Putthipong Promlee
Putthipong Promlee (thailändisch พุทธิพงษ์ พรมลี, * 10. Oktober 1990), auch als Lek bekannt, ist ein thailändischer Fußballspieler.

## Karriere
Putthipong Promlee stand bis Ende 2016 beim BEC Tero Sasana FC unter Vertrag. Der Verein aus der thailändischen Hauptstadt Bangkok spielte in der ersten Liga des Landes, der Thai Premier League. 2017 wechselte er nach Pak Kret, einem nördlichen Vorort der Hauptstadt, zum Ligakonkurrenten Muangthong United. Hier stand er bis Ende 2018 unter Vertrag. Für SCG kam er in der ersten Liga nicht zum Einsatz. 2019 unterschrieb er einen Vertrag beim Nakhon Pathom United FC. Mit dem Verein spielte er in der dritten Liga, der Thai League 3. Hier trat der Verein in der Lower Region an. Am Ende der Saison wurde Nakhon Pathom Meister der Region und stieg in die zweite Liga auf. Sein Zweitligadebüt gab er am 6. Februar 2021 im Auswärtsspiel gegen den Ranong United FC. Hier stand er in der Startelf und stand die kompletten 90 Minuten im Tor. Für Nakhon Pathom bestritt er acht Zweitligaspiele. Mitte Juni 2022 wechselte er zum Drittligisten Phitsanulok FC. Mit dem Verein aus Phitsanulok spielte er zweimal in der Northern Region der Liga. Zur Rückrunde 2022/23 wechselte er im Dezember 2022 zum in der North/Eastern Region spielenden Mahasarakham FC. Am Ende der Saison feierte er mit dem Verein die Meisterschaft der Region. In den Aufstiegsspielen zur zweiten Liga konnte man sich jedoch nicht durchsetzen. Im Sommer 2023 wechselte er in die Western Region zum Hua Hin Maraleina FC. Hier kam er bis Jahresende auf acht Ligaspiele. Im Dezember 2023 wechselte er bis Saisonende 2023/24 zum Erstligisten Ratchaburi FC. Für den Verein aus Ratchaburi kam er jedoch nicht zum Einsatz. Der Samut Prakan City FC, ein Zweitligist aus Samut Prakan, nahm ihn im Sommer 2024 unter Vertrag. Zur Rückrunde 2024/25 verpflichtete ihn der Zweitligist Nakhon Si United FC.

## Erfolge
Nakhon Pathom United FC
- Thai League 3 – Lower: 2019  ▲

Mahasarakham FC
- Thai League 3 – North/East: 2022/23